# エルランド・ヨセフソン
エルランド・ヨセフソン（Erland Josephson スウェーデン語発音: [ˈæːɭand ˈʝuːsɛfsɔn], 1923年6月15日 - 2012年2月25日）は、スウェーデンの俳優。

## 来歴
ストックホルム出身。イングマール・ベルイマン監督作品の常連俳優として知られた。また、アンドレイ・タルコフスキーやテオ・アンゲロプロス監督作品など各国の映画にも出演、国際的俳優として知られた。
1980年に監督・主演した『Marmeladupproret』は第30回ベルリン国際映画祭のコンペティション部門に出品された。
パーキンソン病との長い闘いの末、2012年2月25日、88歳で死去。

## 主な出演作品
- われらの恋に雨が降る Det regnar på vår kärlek （1946年）
- 歓喜に向かって Till glädje （1950年）
- 女はそれを待っている Nära livet （1958年）
- 魔術師 Ansiktet （1958年）
- 狼の時刻 Vargtimmen （1968年）
- 情熱 En Passion （1969年） 別題『沈黙の島』
- 叫びとささやき Viskningar och rop （1972年）
- ある結婚の風景 Scener ur ett äktenskap （1973年）
- 魔笛 Trollflöjten （1975年）
- 鏡の中の女 Ansikte mot ansikte （1976年）
- ルー・サロメ/善悪の彼岸 Al di là del bene e del male （1977年）
- 秋のソナタ Höstsonaten （1978年）
- モンテネグロ Montenegro eller Pärlor och Svin （1981年）
- 恐怖の旋律の記憶 Samo Jednom se ljubi （1981年）
- ファニーとアレクサンデル Fanny och Alexander （1982年）
- 黄色い悪夢 La casa del tappeto giallo （1983年）
- ノスタルジア Nostalghia （1983年）
- リハーサルの後で Efter repetitionen （1984年）
- 法王の旅 Saving Grace （1986年）
- サクリファイス Offret （1986年）
- 戦慄の黙示録 Il Giorno prima （1987年）
- ハヌッセン Hanussen （1988年）
- 存在の耐えられない軽さ The Unbearable Lightness of Being （1988年）
- ミーティング・ヴィーナス Meeting Venus （1991年）
- プロスペローの本 Prospero's Books （1991年）
- こうのとり、たちずさんで Το Μετέωρο βήμα του πελαργού （1995年）
- ユリシーズの瞳 Το Βλέμμα του Οδυσσέα （1995年）
- 不実の愛、かくも燃え Trolösa （2000年）
- サラバンド Saraband （2003年）